# Râul Balta Verde
Râul Balta Verde este un curs de apă, afluent al râului Șușița. 